# Osiedle 2 Pułku Lotniczego (Kraków)
Osiedle 2 Pułku Lotniczego – osiedle Krakowa, imienia 2 Pułku Lotniczego, wchodzące w skład Dzielnicy XIV Czyżyny, niestanowiące jednostki pomocniczej niższego rzędu w ramach dzielnicy. Od północy sąsiaduje z osiedlem Dywizjonu 303, od którego jest oddzielone pasem startowym dawnego Lotniska Rakowice-Czyżyny. Od południa osiedle ograniczone jest przez aleję Jana Pawła II, a od wschodu przez ul. Marii Dąbrowskiej. Ulica Mieczysława Medweckiego dzieli osiedle na dwie części: północną i południową.

## Historia
Podczas budowy nosiło roboczą nazwę Lotnisko Południe. Decyzją Rady Narodowej m. Krakowa z 23 września 1980 opublikowanej w Dzienniku Urzędowym Rady Narodowej m. Krakowa nr 16 z 30 października 1980 poz. 69 zmieniono mu nazwę na Osiedle 2 Pułku Lotniczego. Na osiedlu znajdują się m.in. Szkoła Podstawowa nr 155 im. św. Jadwigi Królowej, dwa przedszkola, urząd pocztowy.
W bezpośrednim pobliżu jest także: dworzec autobusowy "Czyżyny", Centrum Handlowe Nowe Czyżyny, Wydział Mechaniczny Politechniki Krakowskiej i Akademia Wychowania Fizycznego.
Na osiedlu znajduje się kilkadziesiąt bloków mieszkalnych, najwyższe mają około 50 metrów i 15 pięter. Większość powstała w czasach PRL. Pierwsze z nich zostały oddane do użytku w 1978 roku. Od 1995 roku powstają nowsze budynki, których inwestorem jest Spółdzielnia Mieszkaniowa „Czyżyny”.

Osiedle 2 Pułku Lotniczego (2008)
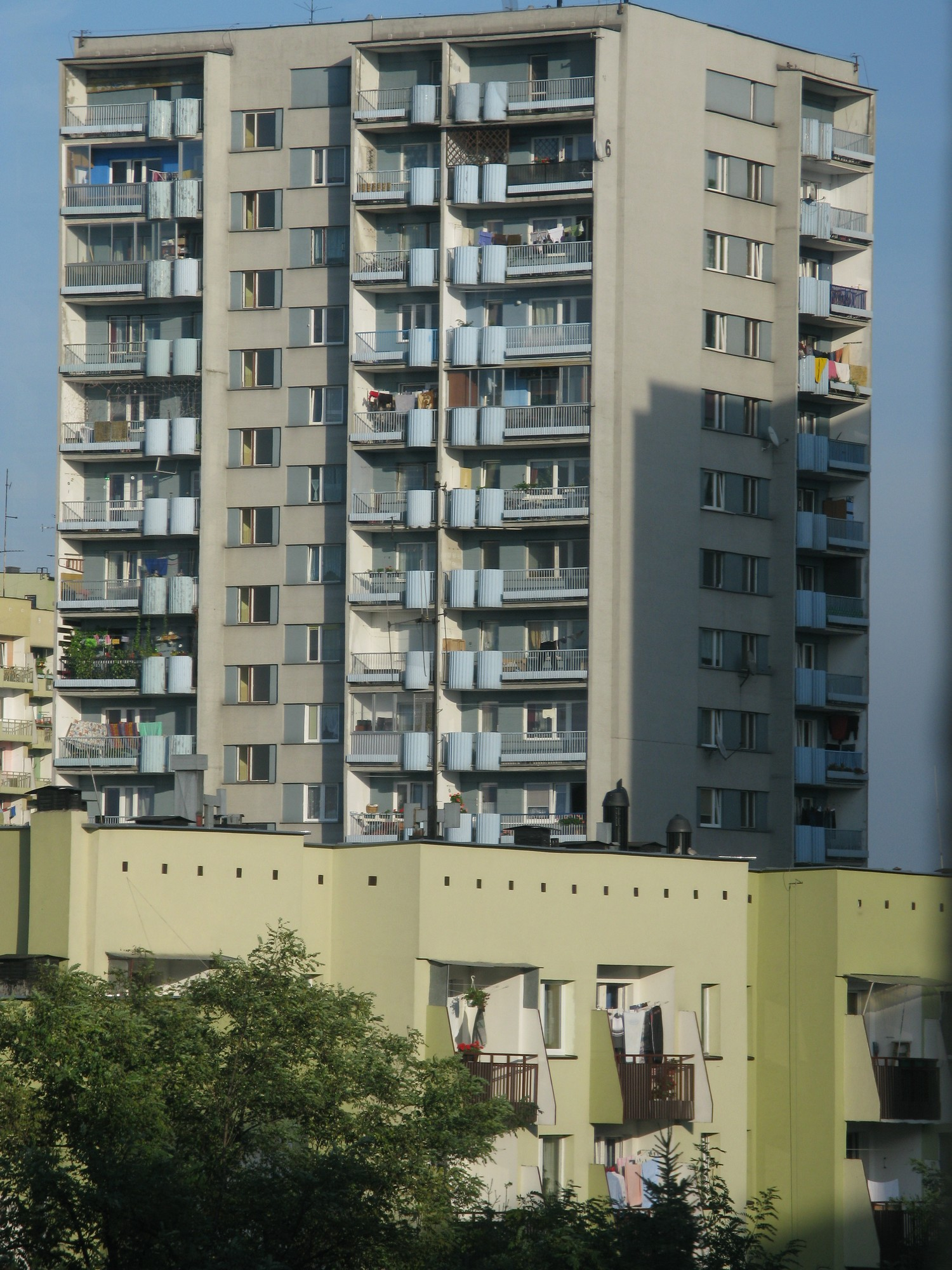
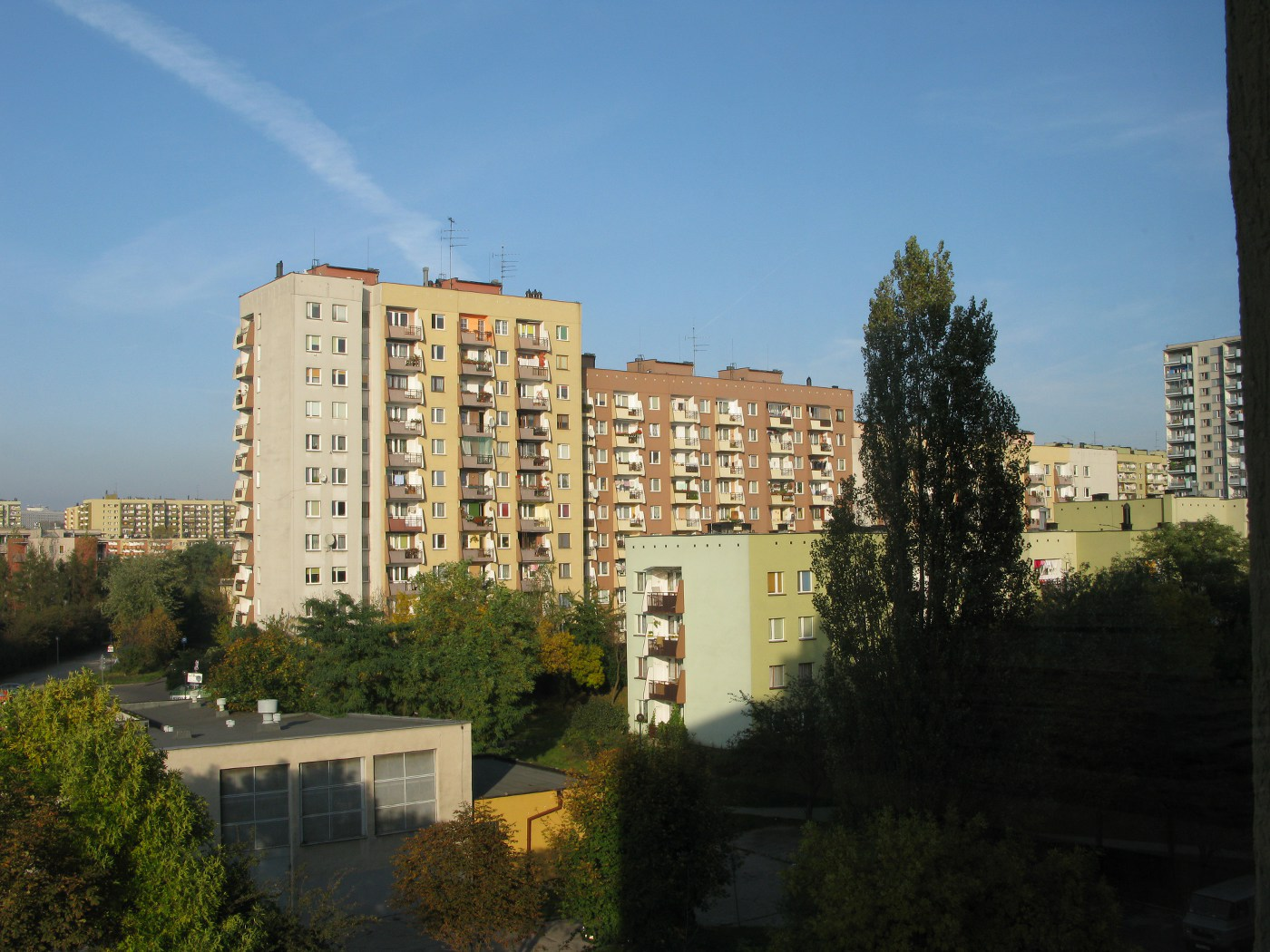
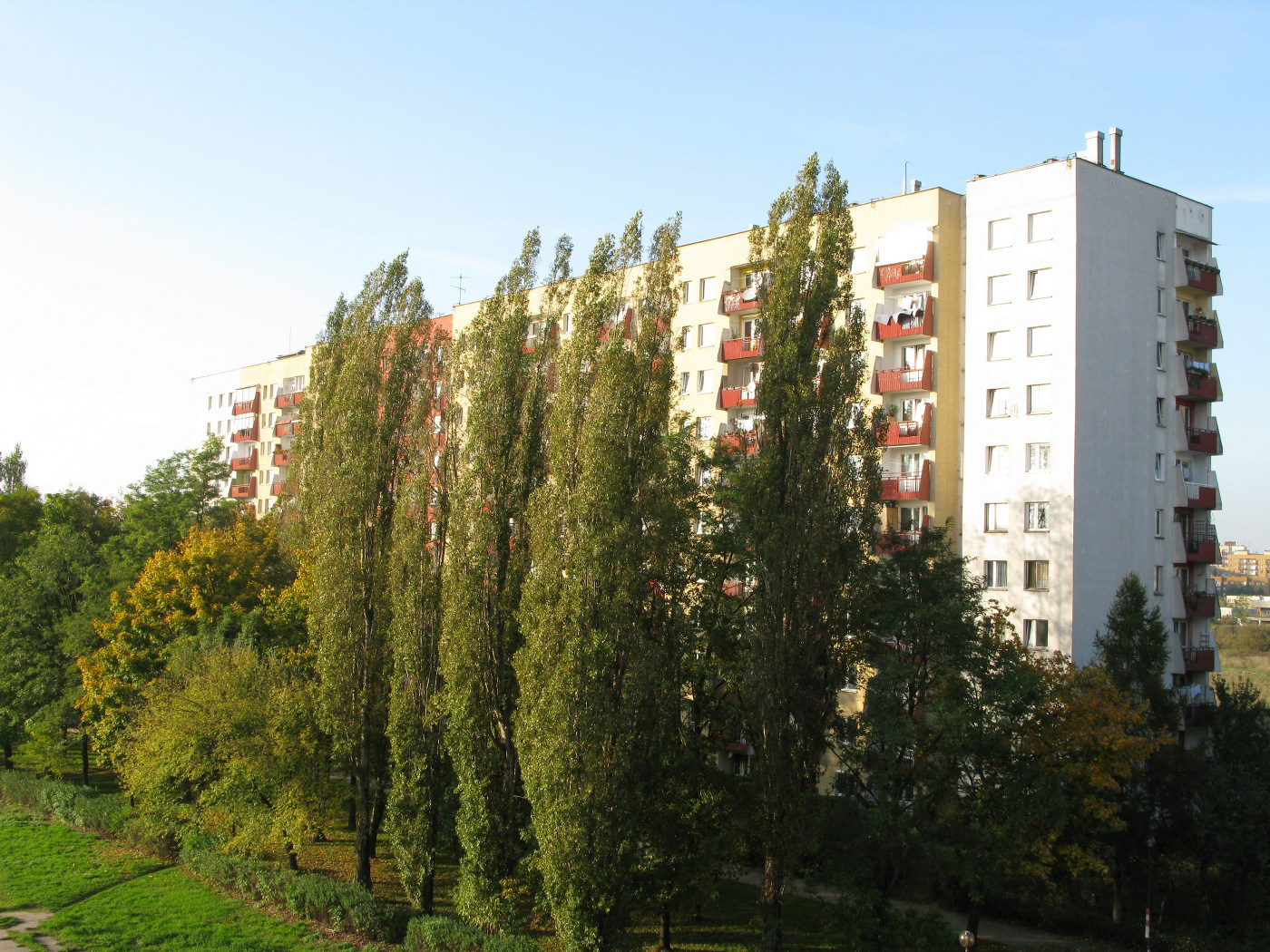
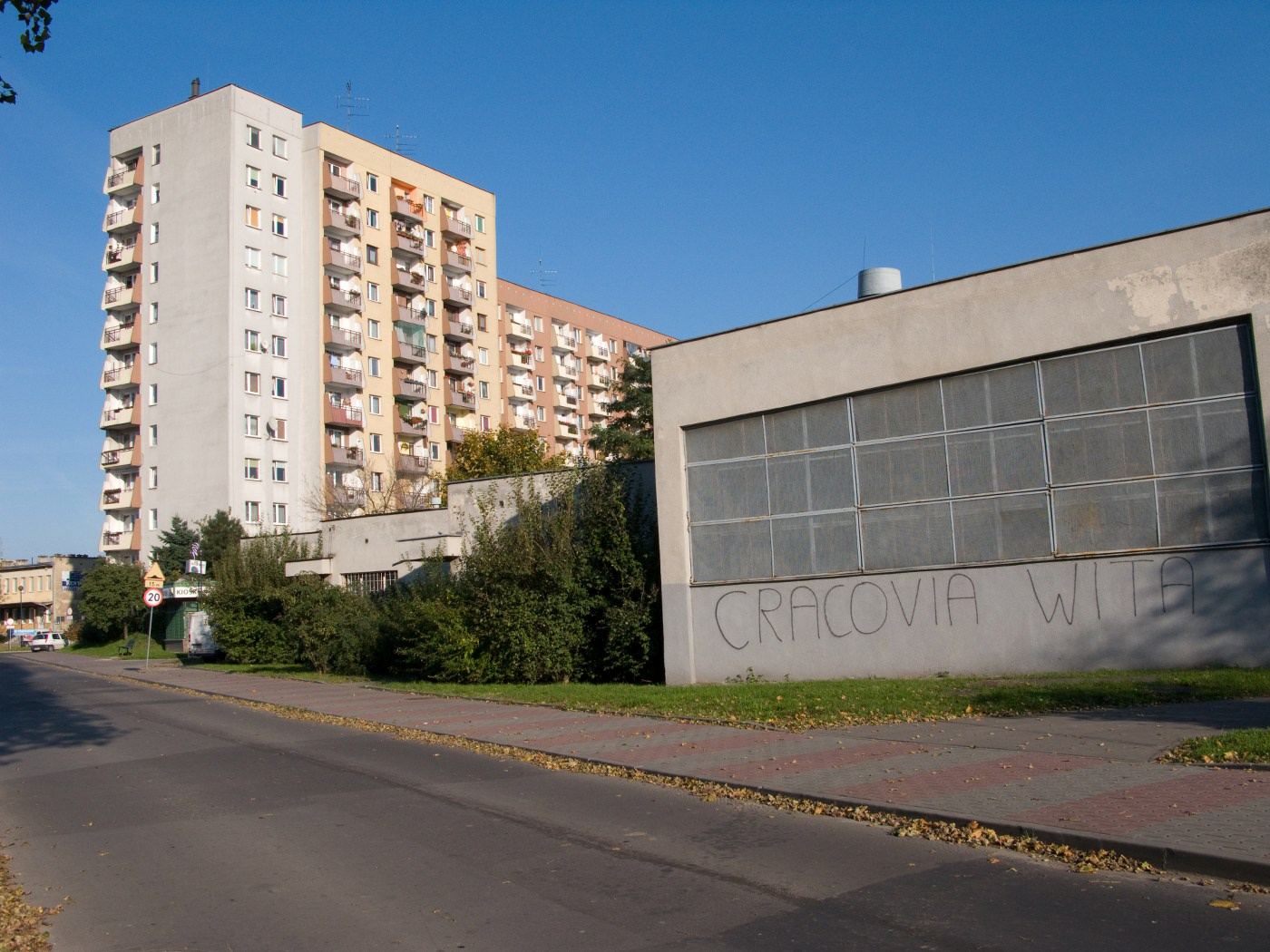
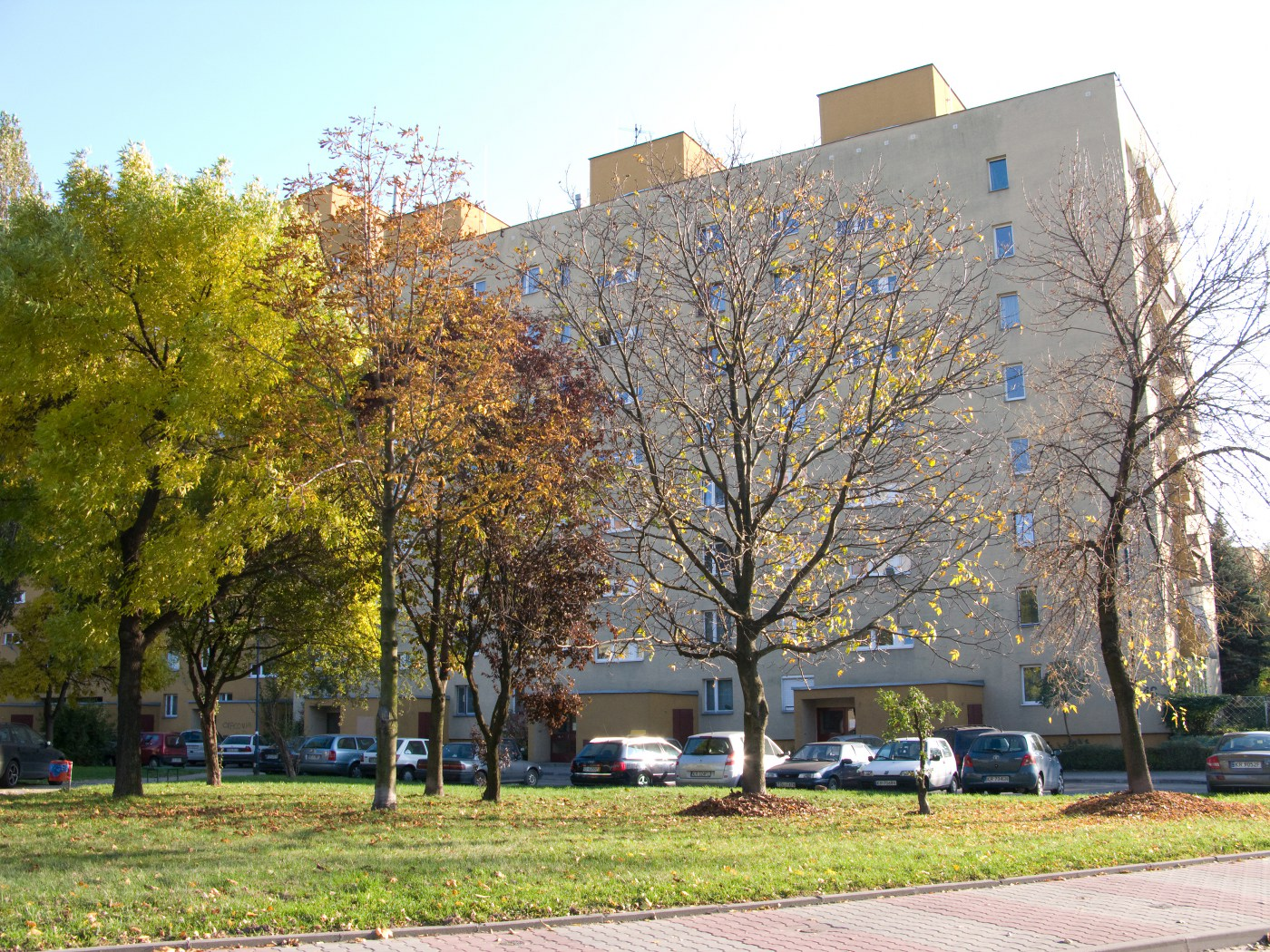

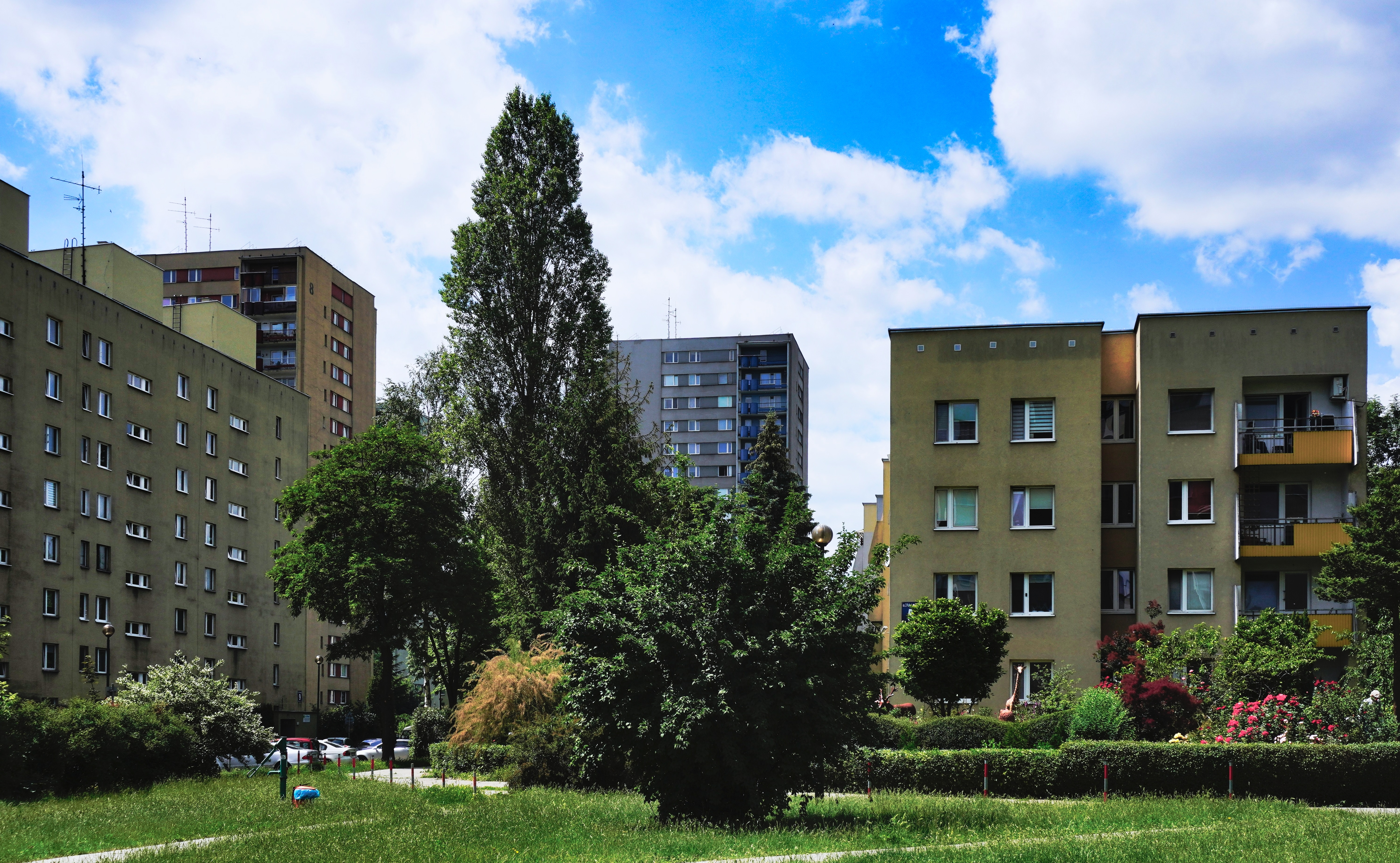
Wnętrze osiedla os. 2 Pułku Lotniczego 9, 8, 6 i 5
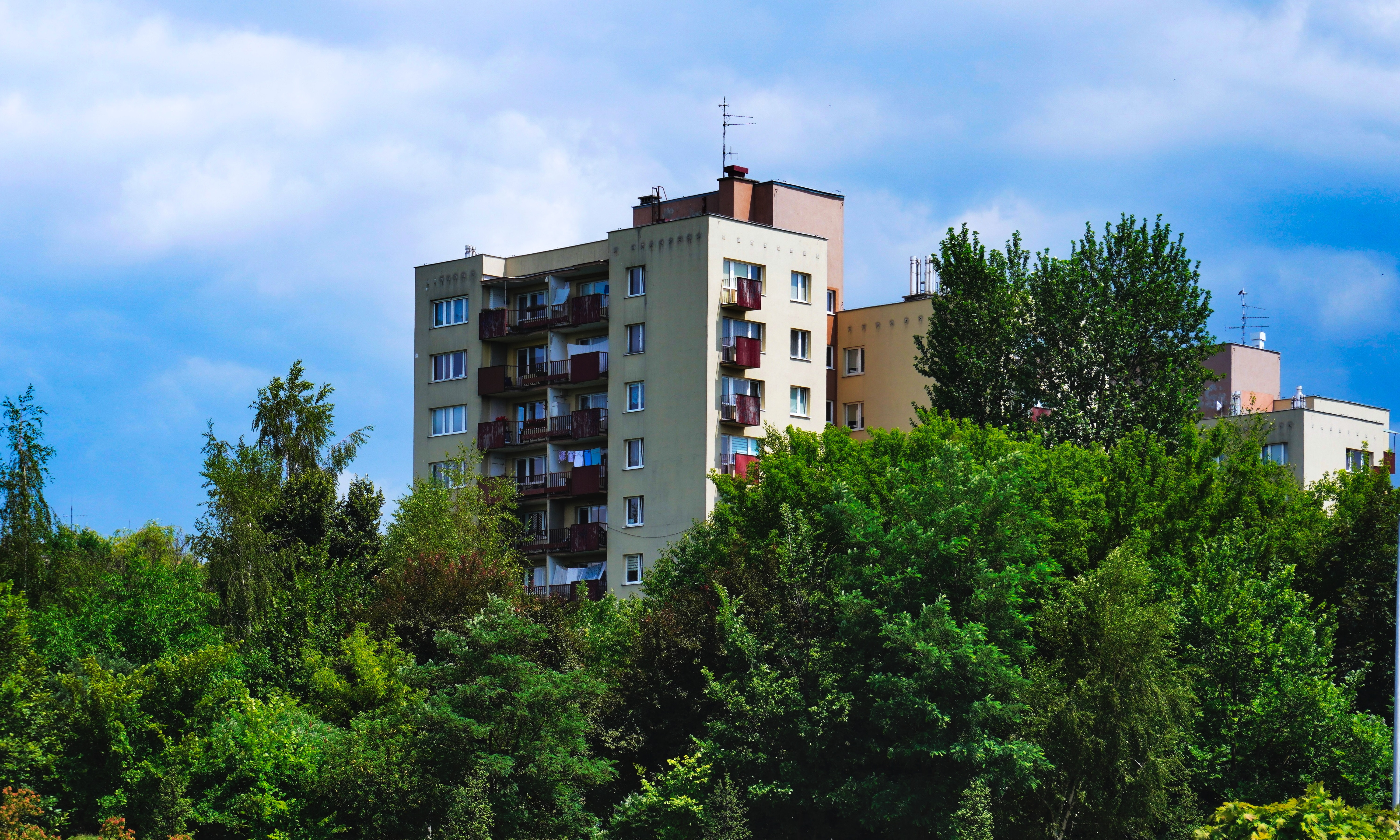
Wieżowce na osiedlu, widok od zachodu os. 2 Pułku Lotniczego 41 i 42
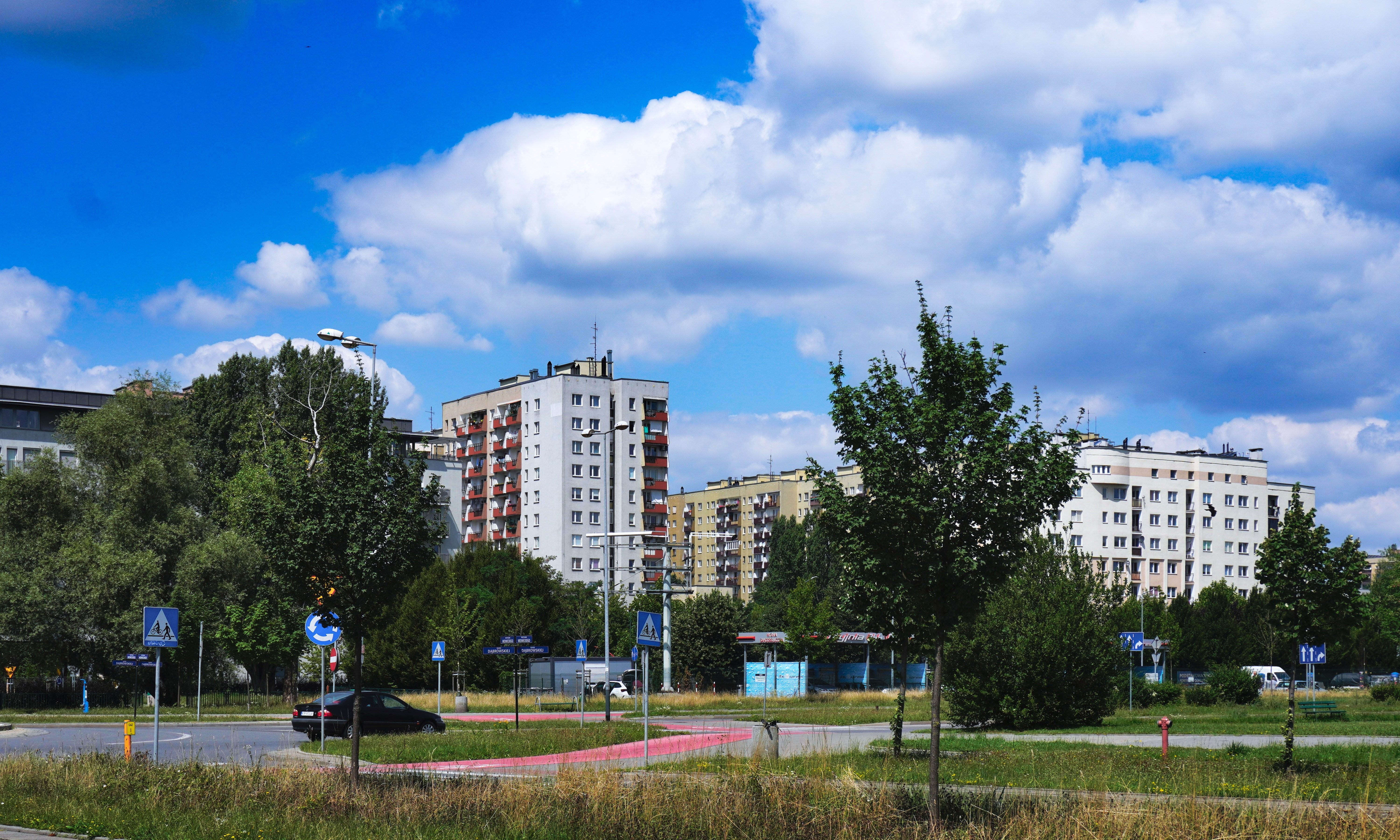
Widok ogólny osiedla od wschodu, od ul. Marii Dąbrowskiej
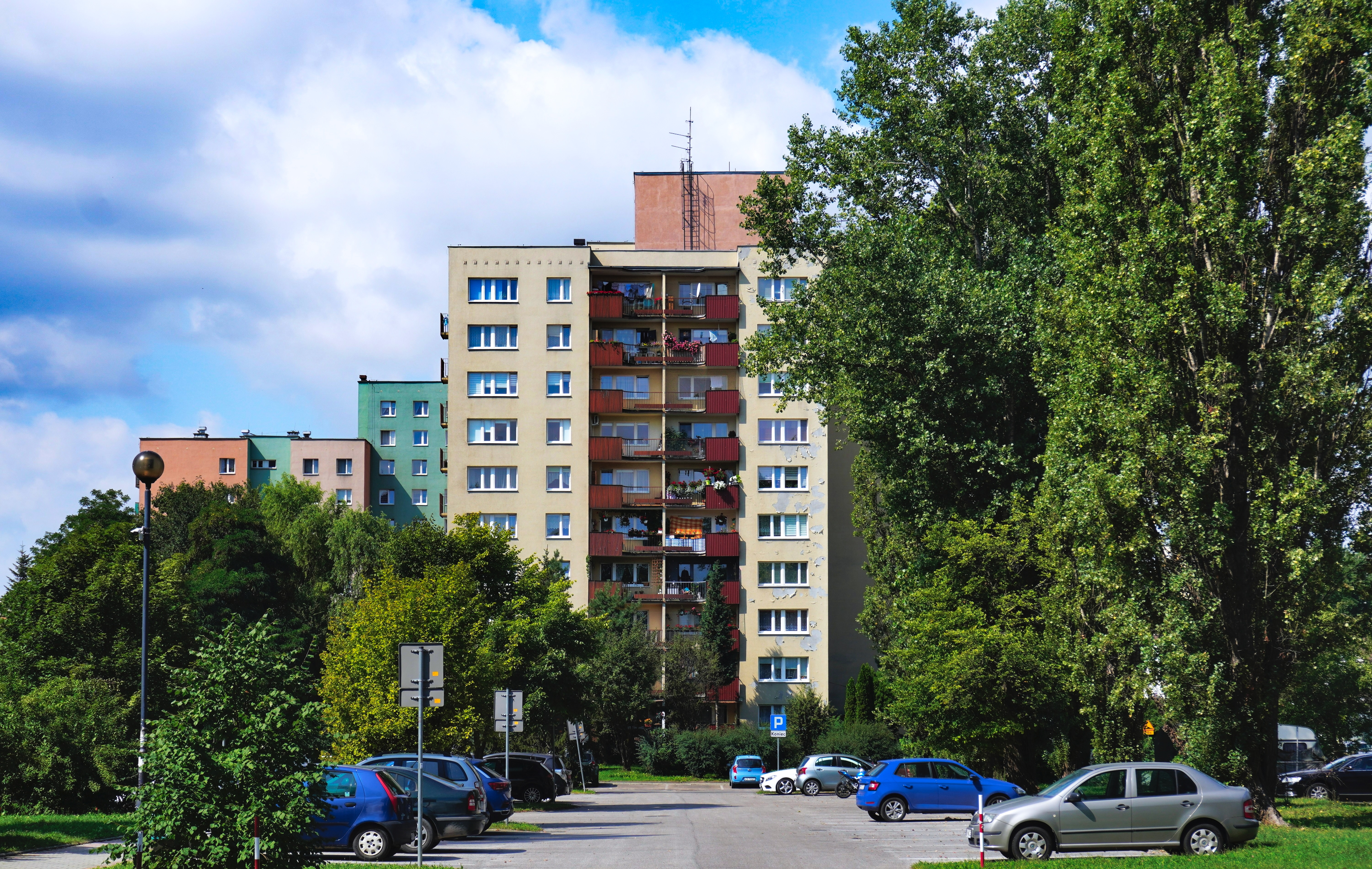
Wnętrze osiedla os. 2 Pułku Lotniczego 46 i 50
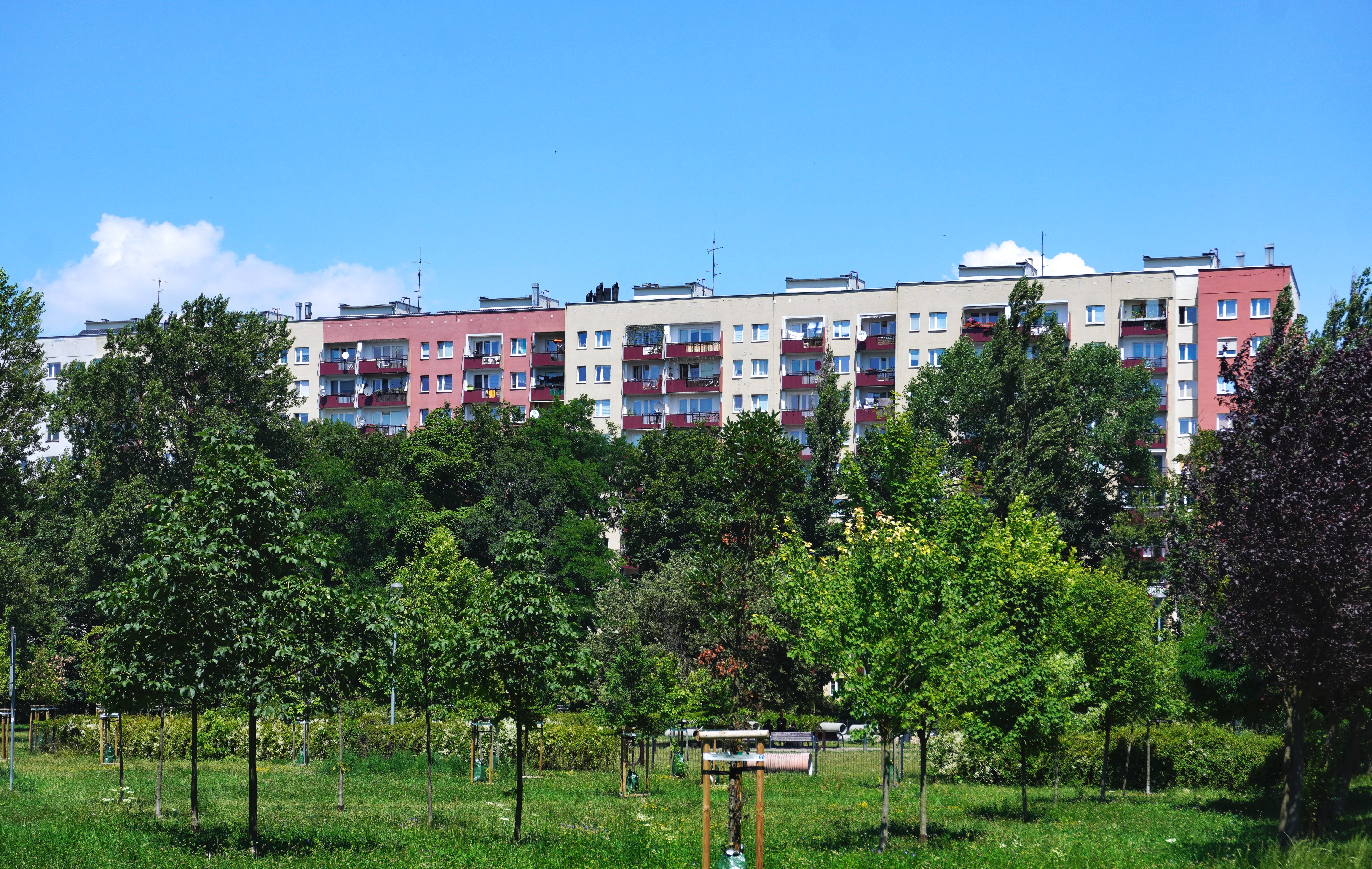
Wnętrze osiedla os. 2 Pułku Lotniczego 26
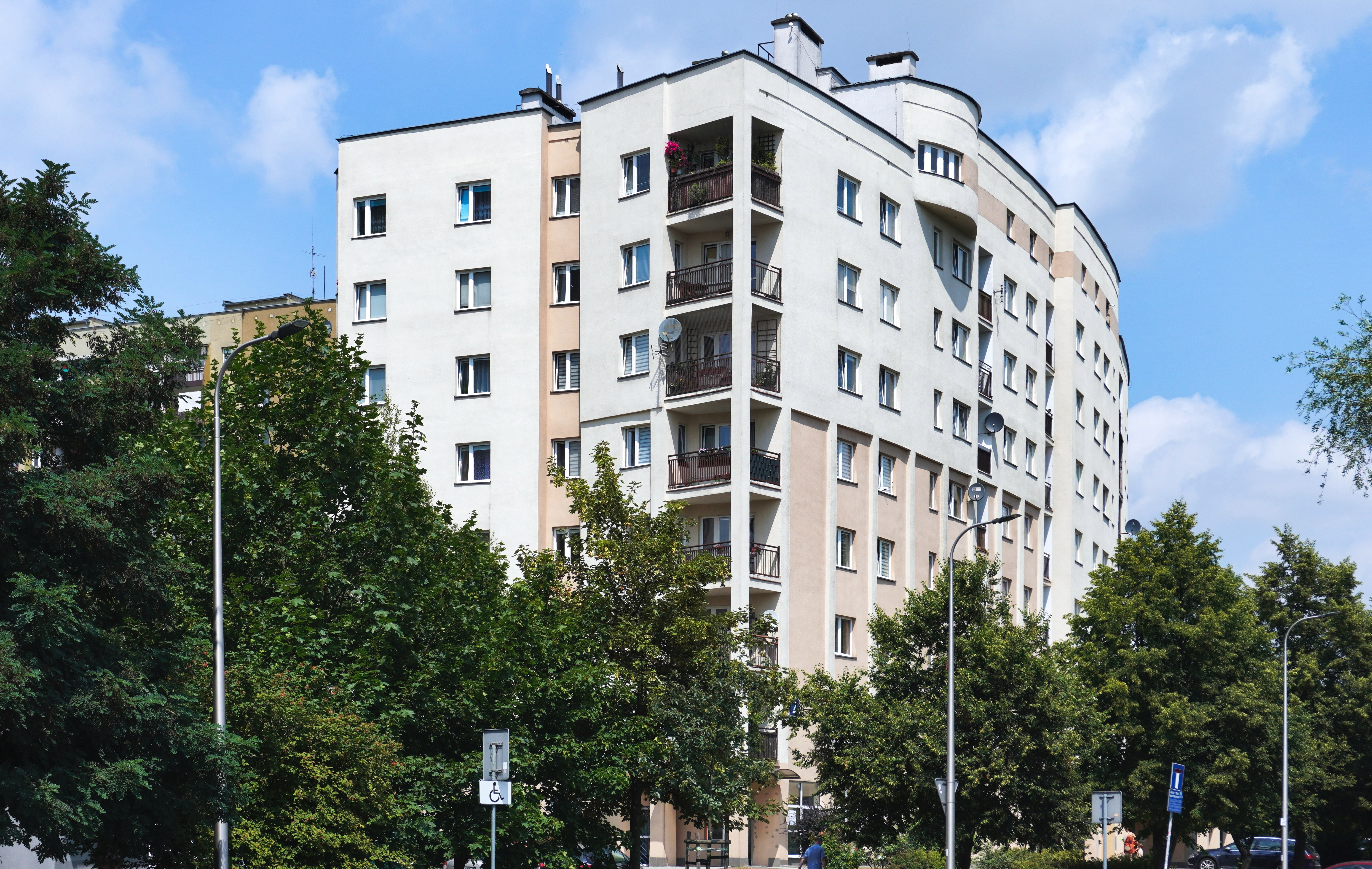
Wnętrze osiedla os. 2 Pułku Lotniczego 2
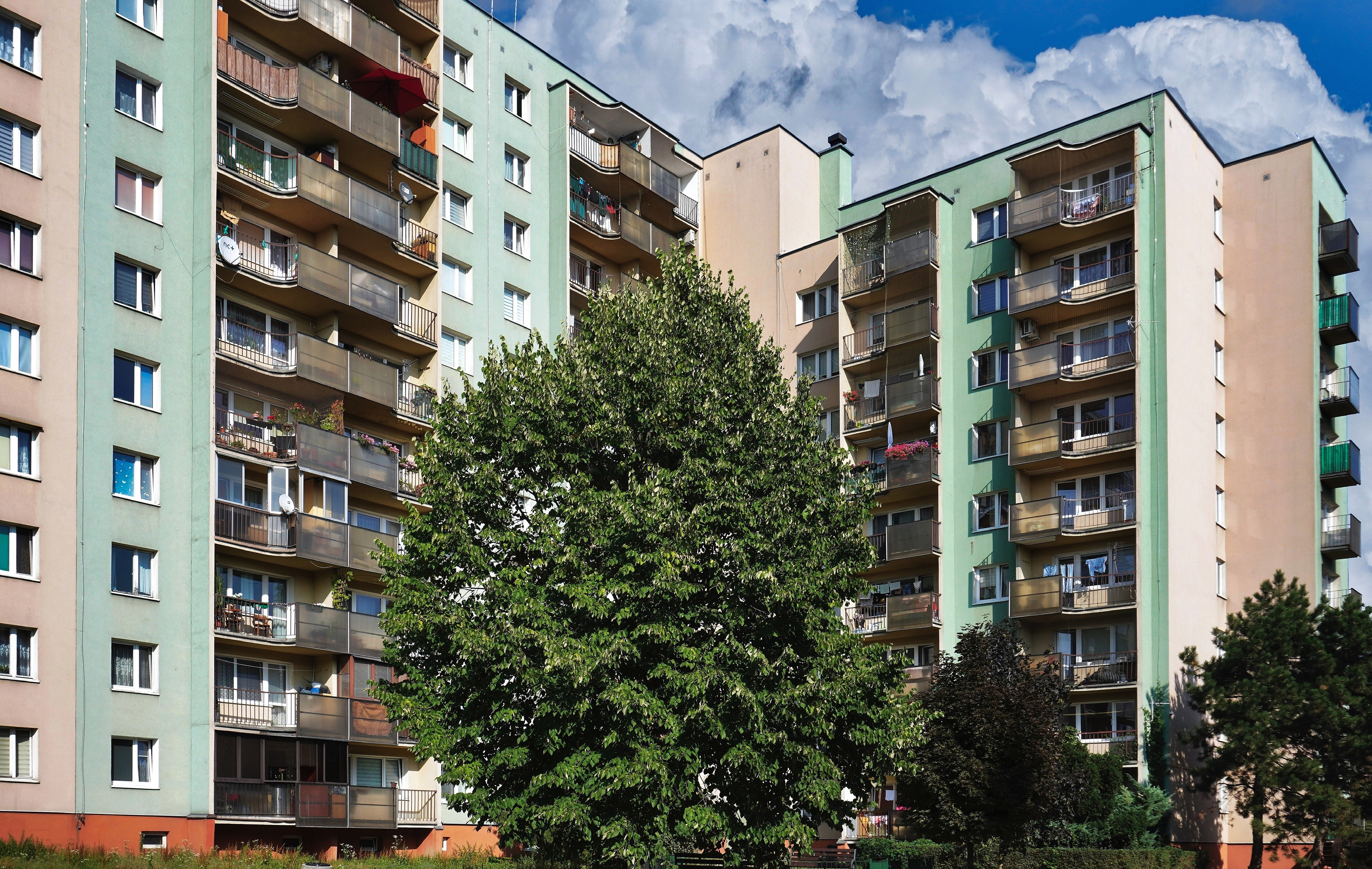
Wnętrze osiedla os. 2 Pułku Lotniczego 46